# Liebfrauenkirche (Steinheid)

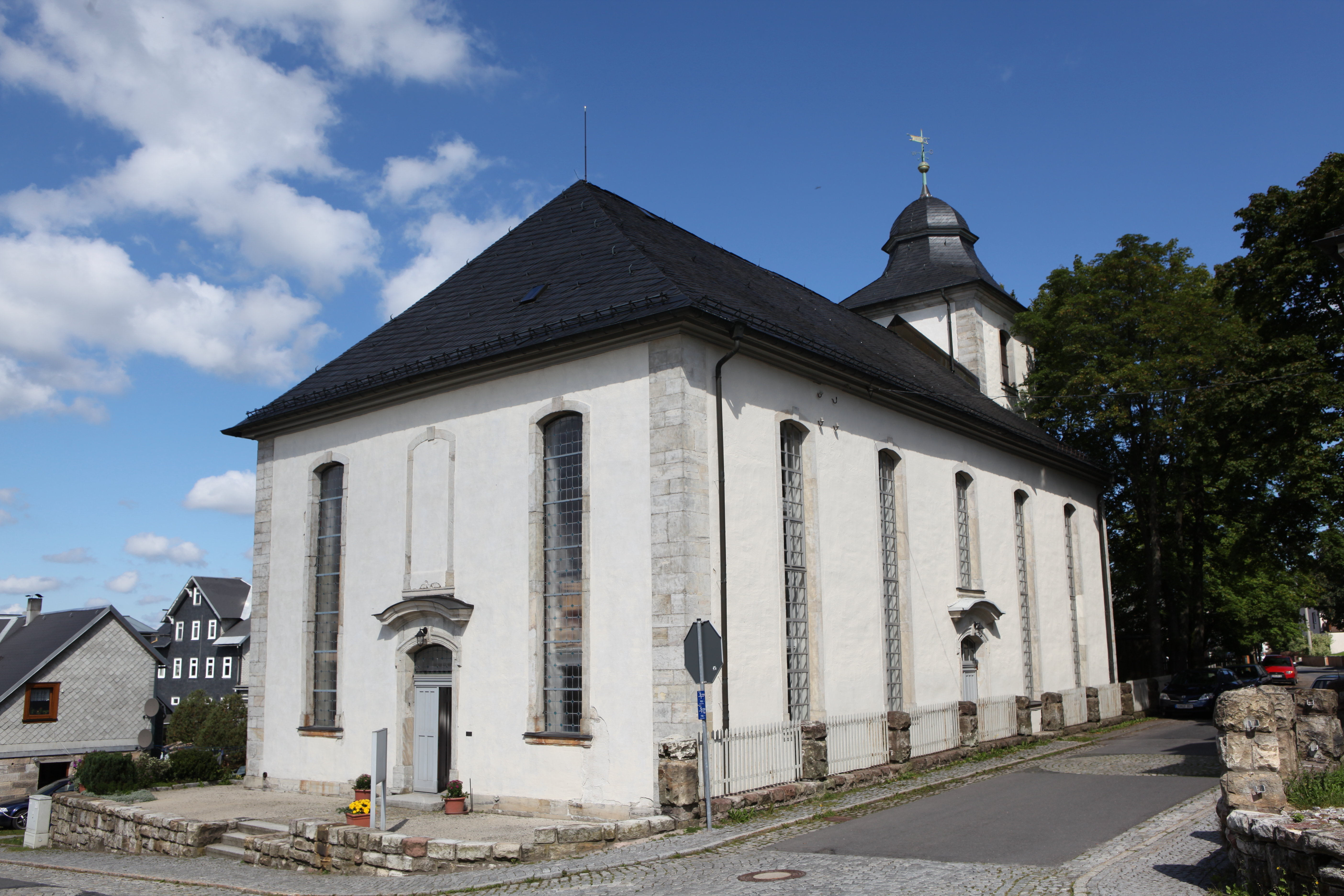
Liebfrauenkirche in Steinheid

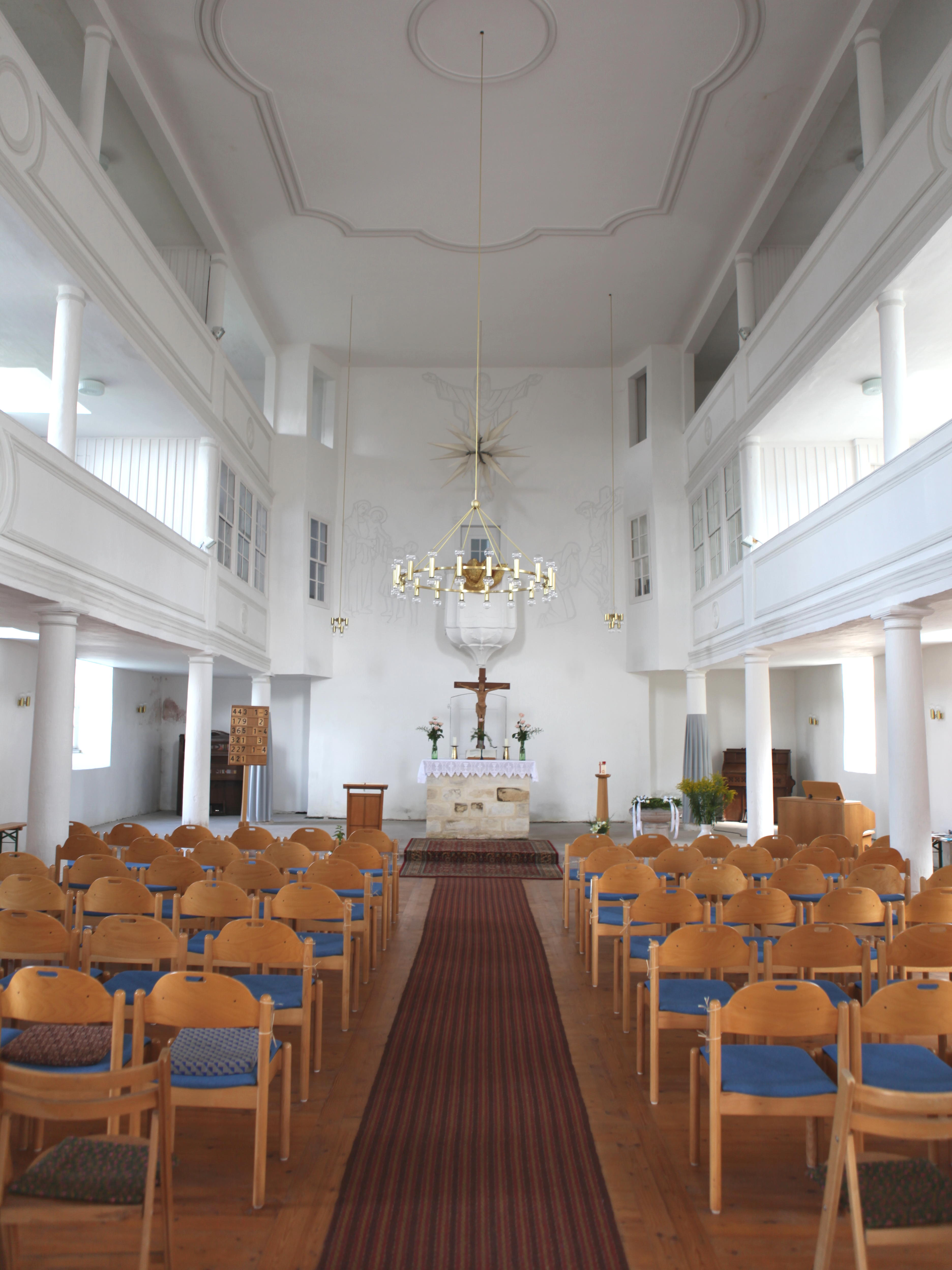
Altar und Kanzel

Die evangelisch-lutherische Liebfrauenkirche steht in Steinheid, einem Ortsteil der Stadt Neuhaus am Rennweg.

## Geschichte
Die erste Kirche wurde in der damaligen Goldgräbergemeinde Steinheid im Jahr 1507 geweiht. Das Gotteshaus befand sich in der Nähe vom Markt. Steinheid gehörte anfangs zum Kirchspiel Schalkau. Im Jahr 1532 wurde es eine eigenständige Pfarrei. Der Sprengel der Pfarrei umfasste Siegmundsburg mit Hiftenberg sowie die in der Region im 17. und 18. Jahrhundert entstandenen Siedlungen Limbach, die Grundmühlen, Lauscha und Glücksthal. Lauscha bekam 1732 sein erstes Gotteshaus und wurde 1841 eigenständig. Die im benachbarten Fürstentum Schwarzburg-Rudolstadt gelegenen Orte Scheibe und Alsbach waren von 1740 bis 1839, als Scheibe eine eigenständige Pfarrei erhielt, kirchlich betreut worden.
Ein Ersatzbau für die baufällige Kirche entstand an der Straße nach Steinach 1789 bis 1792 nach Entwürfen des Hofzimmermannes Horn aus Salzungen und von Veit Koch aus Rodach in Anlehnung an die reformierte Kirche, die heutige katholische Kirche, „St. Leopold“, in Hildburghausen. Die Hälfte der Baukosten trug Herzog Georg I., die andere Hälfte deckte Spenden. Im Jahr 1792 wurde die Liebfrauenkirche geweiht. Bereits 1832 musste das Kirchenschiff wegen massiven Bauschäden abgebrochen werden. 1833 bis 1835 erfolgte der Neuaufbau, diesmal in massiver Bauweise, mit Ausnahme der Grundmauern und des Turmes, nach Plänen des Herzoglichen Bauinspektors Johann Georg Buck. Form und Gliederung des Vorgängerbaus wurden wieder aufgenommen. Dabei wurden die Tür- und Fenstereinfassungen sowie der Grundstein vom Vorgängerbau übernommen.
Die nordsüdlich angelegte Saalkirche hat ein Langhaus mit Ecklisenen und ein schiefergedecktes Walmdach. Die Tür- und Fenstereinfassungen sowie der Grundstein mit sächsischer Raute wurden vom Vorgängerbau übernommen. Der im Norden stehende Kirchturm hat eine Welsche Haube und beherbergt die Sakristei. Der einfach gestaltete Innenraum hat eine Flachdecke mit Stuckrahmen und ist durch den Altar und die Kanzel an der Nordseite, die zweigeschossigen, auf Säulen stehende Emporen an den Längsseiten und die eingeschossige Orgelempore auf der Südseite gekennzeichnet. Beidseitig des Altares sind Logen vorhanden, die der Forstei und der Porzellanfabrik Steinheid gehörten.
Die historistische Ausmalung im Altarbereich aus dem 19. Jahrhundert ersetzte 1968 Alfred Carl durch ein Sgraffito mit Darstellungen aus dem Leben Christi. 
Die Orgel von 1791 baute Johann Andreas Hofmann aus Neustadt. 1864 wurde sie durch einen Neubau von Christoph Hofmann und Söhne ersetzt. Drei Eisenhartgussglocken aus dem Jahr 1953, bei Schilling & Lattermann in Apolda gegossen, hängen im 22 Meter hohen Kirchturm.
Heute hat die Gemeinde etwa 850 Mitglieder. Zu ihr gehören neben Steinheid auch die Ortschaften Siegmundsburg, Limbach, Neumannsgrund, Friedrichshöhe sowie Scheibe-Alsbach und Goldisthal mit ihren Filialkirchen.